# Gene Carr
Eugene William „Gene“ Carr (* 17. September 1951 in Nanaimo, British Columbia; † 13. Dezember 2023 in Los Angeles, Kalifornien, USA) war ein kanadischer Eishockeyspieler, der im Verlauf seiner aktiven Karriere zwischen 1967 und 1979 unter anderem 500 Spiele für die St. Louis Blues, New York Rangers, Los Angeles Kings, Pittsburgh Penguins und Atlanta Flames in der National Hockey League (NHL) auf der Position des Centers bestritten hat. Sein Vater Alfred „Red“ Carr war ebenfalls professioneller Eishockeyspieler und in der NHL aktiv.

## Karriere
Carr verbrachte seine Juniorenzeit zwischen 1967 und 1971 in der British Columbia Junior Hockey League (BCJHL) und der Western Canada Hockey League (WCHL). Zunächst spielte der Stürmer zwei Jahre lang für die Kelowna Buckaroos in der BCJHL, ehe er im Sommer 1969 in die höherklassigen WCHL wechselte. Dort war er für die Flin Flon Bombers aktiv. Während der Zeit in der WCHL konnte Carr in seiner ersten Spielzeit die Stewart „Butch“ Paul Memorial Trophy als bester Liganeuling der WCHL gewinnen. Ein Jahr später sicherten ihm seine 134 Scorerpunkte in 79 Saisoneinsätzen einen Platz im First All-Star Team der Liga. Darüber hinaus wurde er im NHL Amateur Draft 1971 bereits an der vierten Gesamtposition von den St. Louis Blues aus der National Hockey League (NHL) ausgewählt.
Zur Saison 1971/72 gelang es dem Stürmer auf Anhieb einen Platz im Kader der St. Louis Blues zu erhalten. Nach 15 Einsätzen transferierten sie ihn jedoch schon im November 1971 gemeinsam mit Jim Lorentz und Wayne Connelly zu den New York Rangers. Im Gegenzug wechselten mit Jack Egers, André Dupont und Mike Murphy ebenfalls drei Spieler in die entgegengesetzte Richtung nach St. Louis. Bei den New York Rangers waren die Erwartungen an Carr hoch. Jedoch war er in den folgenden zweieinhalb Jahren nicht in der Lage, diese zu erfüllen. Ein Autounfall im November 1973 führte schließlich zu einer kurzzeitigen Demission ins Farmteam Providence Reds in der American Hockey League (AHL), ehe er im Februar 1973 im Tausch für eine Erstrunden-Wahlrecht im NHL Amateur Draft 1977 nach Kalifornien zu den Los Angeles Kings wechselte.
In Los Angeles fand Carr für die folgenden drei Jahre eine neue sportliche Heimat. Die Spielzeit 1974/75 schloss er mit einer bis dato persönlichen Bestmarke von 39 Punkten ab. Diese Leistungen konnte der Kanadier in der Folge jedoch nicht bestätigen, auch weil er in der Saison 1975/76 wegen Problemen mit den Bandscheiben lange ausfiel und auf nur 38 Einsätze kam. Kurz nach dem Start des Spieljahres 1977/78 war Carr erneut Teil eines Transfergeschäfts, das ihn mit Dave Schultz und einem Viertrunden-Wahlrecht im NHL Amateur Draft 1978 zu den Pittsburgh Penguins brachte. Die LA Kings sicherten sich durch den Transfer die Dienste von Syl Apps junior und Hartland Monahan.
Für die Penguins absolvierte er das mit Abstand beste Jahr seiner Karriere. Nachdem er für Los Angeles in fünf Einsätzen schon zwei Treffer erzielt hatte, ließ er für Pittsburgh weitere 54 Punkte in 70 Einsätzen folgen. Davon beeindruckt erhielt der Offensivspieler im Juni 1978 als Free Agent einen mit 300.000 US-Dollar dotierten Dreijahresvertrag. Ein abermaliger Verkehrsunfall vor dem Start der Saison 1978/79 führte jedoch dazu, dass Carr die Leistungen aus der Vorsaison nicht bestätigen konnte. Stattdessen ließen ihn die Flames für den NHL Expansion Draft 1979 ungeschützt, sodass ihn die Winnipeg Jets dort auswählten. Aufgrund der anhaltenden Rückenbeschwerden Carrs absolvierte er jedoch kein Spiel für die Jets und ließ sich die restlichen zwei Jahre seines Vertrags im Herbst 1979 ausbezahlen und beendete daraufhin im Alter von 28 Jahren seine aktive Karriere.
Nach seinem Karriereende zog es Carr zurück nach Kalifornien, wo er für Amblin Entertainment arbeitete und der International Brotherhood of Teamsters angehörte. Danach arbeitete er lange als Transportkoordinator bei Universal Studios. Carr verstarb im Dezember 2023 im Alter von 72 Jahren in seiner Wahlheimat Los Angeles im US-Bundesstaat Kalifornien.

### International
Seinen einzigen Auftritt auf internationaler Bühne hatte Carr im Rahmen des Iswestija-Pokals 1978 in der sowjetischen Hauptstadt Moskau. Dort nahm er mit einer vom kanadischen Eishockeyverband Hockey Canada sanktionierten Mannschaft mit dem Namen NHL Future Stars teil. Carr steuerte in vier Turnierspielen ein Tor und eine Vorlage zum Erreichen des dritten Platzes bei.

## Erfolge und Auszeichnungen
- 1969 BCJHL First All-Star Team
- 1970 Stewart „Butch“ Paul Memorial Trophy
- 1971 WCHL First All-Star Team
- 2013 Aufnahme in die Nanaimo Sports Hall of Fame

## Karrierestatistik

### International
Vertrat die National Hockey League bei:
- Iswestija-Pokal 1978

(Legende zur Spielerstatistik: Sp oder GP = absolvierte Spiele; T oder G = erzielte Tore; V oder A = erzielte Assists; Pkt oder Pts = erzielte Scorerpunkte; SM oder PIM = erhaltene Strafminuten; +/− = Plus/Minus-Bilanz; PP = erzielte Überzahltore; SH = erzielte Unterzahltore; GW = erzielte Siegtore; 1 Play-downs/Relegation; Kursiv: Statistik nicht vollständig)